# Aşağı Seyidlər
Aşağı Seyidlər è un comune dell'Azerbaigian situato nel distretto di Zərdab. Conta una popolazione di 748 abitanti.